# Параульское сражение
Сражение при Парауле состоялось в 1735 году между войсками Аварского ханства, вторгнувшимися в Тарковское шамхальство и кумыкскими ополчениями. Закончилось разгромом аварцев .

## Сражение
Захотев воспользоваться отсутствием в своих владениях шамхала Хасбулата, который отбыл в Кубу с войсками на помощь своему союзнику против восставших подданных, аварский хан Умма-хан напал на его владения и начал грабить селения шамхала. Таким образом хан Аварии хотел наказать шамхала за отход от политики горских владетелей, так как шамхал вёл дружбу с Ираном и был готов в любой момент ему присягнуть. Он пытался оспорить у Хасбулата власть в Шамхальстве и распространить там свое влияние. А. А. Неверовский писал:
Беспорядки, происшедшие в южном Дагестане, не остались без последствий и для Северного: Омма-Хан Аварский не упустил случая напасть на шамхальские владения в отсутствии Хасфулата; но Шамхальцы встретили его общими силами и разбили близ деревни Параул, где он и сам погиб 
Однако шамхальцы (кумыки) собрали войско и в отсутствие Хасбулата разгромили нападавших. В стычке при Парауле был убит (или смертельно ранен) Умма-хан. Параул был сожжён дотла.